# ادريانو سبنسر
ادريانو سبنسر (11 فبراير 1959 في الرأس الأخضر - 24 نوفمبر 2006) هو لاعب كرة قدم برتغالي في مركز الوسط. لعب مع سبورتينغ براغا.

## وصلات خارجية
- ادريانو سبنسر على موقع قاعدة بيانات كرة القدم.إي يو (الإنجليزية)
- ادريانو سبنسر على موقع عالم كرة القدم.نت (الإنجليزية)